# うる星やつら いつだってマイ・ダーリン
『うる星やつら いつだってマイ・ダーリン』（うるせいやつら いつだってマイ・ダーリン）は、1991年11月2日よりアルゴ・プロジェクト（現・アルゴ・ピクチャーズ）の配給で公開された、日本の長編アニメーション映画。高橋留美子原作のテレビアニメ『うる星やつら』（1981年版）の劇場版アニメシリーズ第6作で、同テレビアニメの制作10周年を記念して制作された。同時上映作品は『らんま1/2 中国寝崑崙大決戦! 掟やぶりの激闘篇!!』（監督 - 井内秀治）。

## 概要
『うる星やつら』劇場版アニメシリーズの6作目となる本作は、テレビアニメ（1981年版）制作10周年記念として制作されたオリジナル作品である。1991年8月18日に日本武道館で開催された10周年記念イベントで先行上映されたのち、同年11月2日に一般公開された。
本作のアニメーション制作は、当時『うる星やつら』のOVAを手掛けていたマッドハウスが担当した。また、キャラクターデザインもこれまで製作された一連のアニメ作品と異なる。
なお、実際の映像でのタイトル表記は『うる星やつら いつだって・マイ・ダーリン』であるが、本記事名の表記が使用される場合もある。

## あらすじ
夏祭りの最中、いつものようにガールハントに精を出していた諸星あたる。そこにルピカという宇宙人の美少女が現れた。ルピカはあたるを誘い、あたるは案の定付いて行ってしまう。
ルピカは幼馴染のリオという豆腐屋の少年に好意を抱いていた。リオは、裕福な家庭のルピカと自分とでは身分不相応と思っており、ルピカに近寄らない。業を煮やしたルピカは、神殿星にある「究極の惚れ薬」を求め、リオに飲ませようとしていた。だがこの薬は「宇宙一の煩悩の持ち主」でないと手に入れることができないという代物で、ルピカがあたるを連れて来たのは、この「宇宙一の煩悩の持ち主」である（とコンピューターによって判定された）あたるを利用するためであった。この惚れ薬のことを知ったあたるは、自身のハーレムを作るために利用しようと密かに企んでいた。
一方ラムは、ルピカに連れ去られたあたるを取り返しに、弁天たちと共に宇宙へと向かう。
ラムたちに救出されたあたるは惚れ薬を持って地球に帰還。しかしあたるはどさくさに紛れてラムに惚れ薬を飲まされ、ラムを見るまいと必死に抵抗する。その最中に現われたルピカをあたるは見てしまい、惚れ薬の効果でルピカの名前を連呼し、彼女を追いかけ回す状態になってしまった。ラムはあたるがそうなってしまったことに責任を感じ、自分の行動を悔やんで、惚れ薬の入った瓶を割ってしまう。一方ルピカは惚れ薬を持ってなんとかあたるから逃げ切り母星に戻るも、ラムがあたるを罠にかけるために作った偽物の惚れ薬を持って行ってしまったため、リオに飲ませても薬の効き目はなく、振り向いてもらうことができない。ルピカは再び地球に向かうが、本物の惚れ薬はすでにラムにより叩き壊されていた。
ラムは薬の効き目を打ち消す方法を探すため、惚れ薬のことを教えてくれた占い師にその方法を聞く。その占い師によると、満月の日にほれ薬が染み込んだ地面から月の滴草が生えてきて、その花の蜜を飲ますと元に戻すことができるという。ラムは月の雫の花を手に入れるため、地球へ。ラムは花を手に入れるも、リオを惚れさせるために同じく月の滴草を求めていたルピカに奪われてしまう。ラムとルピカが取っ組み合いをしている最中、弁天、お雪によりリオが人質にとられる。しかし今度は突然現れたあたるをルピカが人質にとる。あたるを連れて逃げ出そうとしたルピカであったが、面堂の戦車に撃たれ、地上へと落ちていく。
地面に激突したあたるとルピカ。夜も明けようとする中、ラムが枯れかけた月の滴草を丸ごとあたるに飲ませると、あたるは元通りになった。リオはルピカに想いを伝えて結ばれ、母星に帰っていく。

## 登場人物
- ラム - 平野文
- 諸星あたる - 古川登志夫
- おユキ - 小原乃梨子
- 弁天 - 三田ゆう子
- 錯乱坊（チェリー） - 永井一郎
- サクラ - 鷲尾真知子
- テン - 杉山佳寿子
- 面堂終太郎 - 神谷明
- 三宅しのぶ - 島津冴子
- メガネ - 千葉繁
- パーマ - 村山明
- カグカリ - 野村信次
- チビ - 二又一成
- ♨先生 - 池水通洋
- 藤波竜之介 - 田中真弓
- 竜之介の父 - 安西正弘
- 校長 - 西村知道
- ラン - 小宮和枝
- レイ - 玄田哲章
- あたるの父 - 緒方賢一
- あたるの母 - 佐久間なつみ
- ラムの父 - 沢りつお
- ラムの母 - 山田礼子

### ゲストキャラクター
ルピカ
声 - 松井菜桜子
自称「大宇宙の姫君」で、ある星のお姫様（星名は不明）。年齢は17歳で、彼女の星では王家を継ぐ者は18歳の誕生日に結婚し女王の座につかなければならない事が王家二千年の掟だと言う。幼なじみのリオに恋心を抱いており、リオ以外の男性は眼中に無くお見合い相手の写真も頑なに拒んでいた。しかし彼は一介の豆腐屋に過ぎず、ルピカ自身は気にしていないがリオがそのことを気にして、ルピカに近づこうとしない。業を煮やしたルピカは、神殿星にある「究極の惚れ薬」を利用してリオを惚れさせようとする。しかしそれは「宇宙一の煩悩の持ち主」の力がなければ取ることができないので、コンピューターによって選ばれたあたるを誘拐し、彼を利用して惚れ薬を手に入れるが結局はあたるに奪われてしまい、奪い返す為に地球に何度も行き来する。気の強い女性で、常にバズーカを所持しており、事あるごとに乱射する。そのことからラムに「バズーカ娘」と呼ばれていた。身体能力もラムとほぼ互角に渡り合う程の実力を持つ。幼い頃は病弱で寝たきりであったが、毎日リオが豆腐を届けに来てくれたことで、次第に自分で豆腐を買いに行けるほど元気になったことが馴れ初めであった。終盤ではリオにプロポーズされたことで遂に結ばれ、ラム達に見送られながら共に母星へ帰還した。
リオ
声 - 古本新之輔
ルピカの幼なじみ。小さい頃から寝たきりであったルピカに毎日豆腐を届けに来て、元気になった彼女とよく一緒に遊んでいた。ルピカに好意を抱かれ、彼自身もルピカのことが好きだったが、豆腐屋とお姫様ではあまりに身分の差が大きく、悩んでいた。地球でルピカとラムが壮絶な空中戦を繰り広げた時には弁天、おユキに人質に取られ、ルピカに「好きだ」と言うように脅される。その後ルピカが空中から転落した際には、弁天らによって拘束されていた荒縄を引きちぎってルピカを助けに行き、目が覚めた後に地上でルピカにプロポーズした。ラム達に対してはルピカにプロポーズするきっかけを作ってくれた事からか、感謝の意を込めてお辞儀をしていた。
隊長
声 - 田の中勇
兵士B
声 - 島田敏
女の子C
声 - トロリン

## スタッフ
- 原作 - 高橋留美子
- 監督 - 山田勝久
- 助監督 - 滑川悟
- 製作[注 1] - 多賀英典
- 企画 - 落合茂一
- プロデューサー - 松下洋子
- 脚本 - 高屋敷英夫、金春智子
- キャラクターデザイン・作画監督 - 高橋久美子
- 美術監督 - 上原伸一
- 撮影監督 - 山口仁
- 音響監督 - 斯波重治
- 音楽 - 小滝満
- 色彩設計 - 杉田泰子
- 編集 - 森田編集室（松本裕、髙山智江子、森田清次）
- アニメーション制作プロデューサー - 丸山正雄
- アニメーション制作協力 - マッドハウス
- 製作 - キティ・フィルム
- 配給 - アルゴ・プロジェクト

## 主題歌
「BEGIN THE 綺麗」
UL-SAYS（from T.P.D）による主題歌。作詞は松井五郎、作曲・編曲は羽田一郎。
UL-SAYSは、米光美保・篠原涼子・穴井夕子によるT.P.D（東京パフォーマンスドール）のグループ内ユニットである。なお、映像での曲名表記は「BIGIN THE 綺麗」となっている。

## 関連商品

### 映像ソフト化
- LD（レーザーディスク）は1998年6月17日に発売[2]。
- 通常版DVDは2000年7月19日に発売[3]。また、ハイビジョン・ニューマスター版DVDは2001年12月19日に発売された[4]。
- 2015年6月24日発売のBlu-ray「劇場版『うる星やつら』Blu-ray BOX」に、本作品のデジタルリマスター版が収録されている[5][6]。

### サウンドトラック
キティレコードより発売。本作品のサウンドトラックはCDのみでの発売となった。
| タイトル                                                                                  | 発売日         | 規格品番    | 備考     |
| ----------------------------------------------------------------------------------------- | -------------- | ----------- | -------- |
| うる星やつら いつだって・マイ・ダーリン オリジナルサウンドトラック                        | 1991年10月25日 | KTCR-1128   |          |
| 完全収録版『うる星やつら いつだって・マイ・ダーリン』 オリジナルサウンドトラック ドラマ編 | 1991年12月21日 | KTCR-1148/9 | [ 注 2 ] |